# Lutomiersk (gmina)
Lutomiersk – gmina miejsko-wiejska w województwie łódzkim, w powiecie pabianickim. W latach 1975–1998 gmina położona była w województwie sieradzkim.
Siedzibą gminy jest Lutomiersk, a burmistrzem – Jarosław Dębski.
9 października 2011 gminę zamieszkiwało 7309 osób.

## Historia
W czasach Królestwa Polskiego gmina Lutomiersk należała do powiatu łaskiego w guberni piotrkowskiej. 19 maja?/31 maja 1870 do gminy przyłączono pozbawiony praw miejskich Lutomiersk.

## Struktura powierzchni
Według danych z roku 2013 gmina Lutomiersk ma obszar 133,92 km², w tym:
- użytki rolne: 71%
- użytki leśne: 22%

Gmina stanowi 27,21% powierzchni powiatu pabianickiego.

## Rezerwaty przyrody
Na terenie gminy znajdują się następujące rezerwaty przyrody:
- rezerwat przyrody Jodły Oleśnickie – chroni naturalny las jodłowy o cechach grądu subkontynentalnego z jodłą na północnej granicy zasięgu,
- rezerwat przyrody Mianów – chroni kompleks torfowisk niskich z interesującą florą.

## Demografia
Dane z 30 czerwca 2022:
| Opis      | Ogółem | Ogółem | Kobiety | Kobiety | Mężczyźni | Mężczyźni |
| --------- | ------ | ------ | ------- | ------- | --------- | --------- |
| Jednostka | osób   | %      | osób    | %       | osób      | %         |
| Populacja | 9375   | 100    | 4731    | 50,46   | 4644      | 49,54     |
| Miasto    | 1559   | 16,63  | 796     | 8,49    | 763       | 8,14      |
| Wieś      | 7816   | 83,37  | 3935    | 41,97   | 3881      | 41,40     |

- Piramida wieku mieszkańców gminy Lutomiersk w 2021 roku:

## Sąsiednie gminy
Aleksandrów Łódzki, Dalików, Konstantynów Łódzki, Pabianice, Poddębice, Wodzierady, Zadzim